# راکویل (کلرادو)
راکویل (به انگلیسی: Rockvale) شهری در ایالت کلرادو کشور ایالات متحده آمریکا است که جمعیت آن در سرشماری سال ۲۰۱۰ میلادی، ۴۸۷ نفر بوده‌است.